# Miroslav Haller
Miroslav Haller (25. října 1901 Libotenice – 31. ledna 1968, Praha) byl básník, pedagog, překladatel a spisovatel. Byl zakládajícím členem českobudějovického avantgardního uměleckého sdružení Linie a po válce se podílel na založení Divadelní fakulty Akademie múzických umění v Praze a školního divadla DISK.

## Život
Miroslav Haller se narodil v rodině řídícího učitele Františka Hallera a jeho manželky Ludmily. V roce 1921 maturoval na reálném gymnáziu v Roudnici nad Labem a v letech 1921–1925 studoval světovou literaturu, filozofii a slovanskou filologii na Filozofické fakultě Univerzity Karlovy v Praze. Studium úspěšně ukončil 10. února 1928. Po ukončení studia učil na středních školách v Bratislavě (1925–1926), Liptovském sv. Mikuláši (1927–1928) a do konce ledna 1929 v Pelhřimově, odkud přešel do Českých Budějovic. Spolu s Josefem Stejskalem a Jiřím Linhartem působil na tamním reformním reálném gymnáziu a vyučoval francouzštinu a češtinu.
Po přeložení do Prahy roku 1938 ukončil spolupráci s Linií a po roce 1945 se věnoval pedagogické praxi. Byl odborným a jazykovým poradcem filmového odboru Ministerstva školství a v letech 1941–1948 ředitelem dramatického oddělení Státní konzervatoře. Jako pedagogové tam působili herec Jiří Plachý, režisér Jiří Frejka, scénograf František Tröster.
Již za války vypracovali Jiří Frejka s Miroslavem Hallerem a Františkem Tröstrem návrhy na transformaci studia dramatického umění. To mělo sestávat ze čtyřleté střední školy a čtyřletého vysokoškolského studia.Roku 1946 se podílel spolu s Jiřím Frejkou a Františkem Trösterem na založení Divadelní fakulty Akademie múzických umění v Praze a školního divadla DISK (původně v Divadle Na Slupi, později v sálu Unitarie v Karlově ulici č. 8 na Starém Městě).
Když v učebním roce 1946–1947 zahájila Divadelní fakulta AMU svou činnost, byl Miroslav Haller kvůli své politické orientaci z jejího dalšího budování vyřazen. Po únoru 1948 skončila i pedagogická činnost zakladatelů Jiřího Frejky a Jiřího Plachého. Oba spáchali v roce 1952 sebevraždu.

## Dílo
Byl členem pětičlenného uměleckého sdružení Kontakt, které se od roku 1928 scházelo v kavárně Savoy v Českých Budějovicích a přispěl básní Rudé opojení do první vydané publikace – skládanky Kornout (1931). Po založení Linie v ní působil jako básník, kritik a člen redakčního kruhu časopisu Linie. V prvním čísle časopisu Linie zveřejnil programový text, v němž se přihlásil k širším nadregionálním ambicím sdružení Linie: "Chceme Jižním Čechám snášet vše nejihočeské... co podle našeho společného uvažování chybí jejich životu, to, co je může vázat a spojovat se zemí, se světem, s dneškem".
Přispíval do časopisu svými básněmi a divadelní a literární kritikou. Své básně, některé zveřejněné pod pseudonymem Petr Halar, shrnul do několika sbírek. Třetí sbírku typograficky upravil a doplnil kresbou Josef Bartuška. Psal převážně vážnou a milostnou lyriku. Ve své čtvrté sbírce shromáždil satirické verše (Sršatá promenáda literaturou, 1932).
Překládal poezii z němčiny a francouzštiny a přeložil drama Federico Garcíi Lorcy, Dům Doni Bernardy ze španělštiny. Koncem 20. let se spolu s kroužkem romanistů Jihočeská Theléma podílel na překladu stěžejního díla Françoise Rabelaise Gargantua a Pantagruel.

#### Sbírky básní
- 1927 Poutníkova hůl (verše z let 1921–1926)
- 1930 Plná země (s dřevorytem Františka Koblihy)
- 1931 Zřícená nebesa (edice Linie, upravil Josef Bartuška)
- 1932 Sršatá promenáda literaturou (edice Linie, s kresbami Richarda Landera)
- 1935 Cizinec s bílou holí (s obálkou Fr. Muziky), druhá cena v soutěži nakl. Borový a Družstevní práce
- 1941 Okřídlené sandály
- 1944 Hovory u krbu, nakl. Melantrich Praha

#### Divadelní hry
- 1935 Hra s kejklířem a Marií (uvedlo JČ divadlo 1938–1939, režie Josef Stejskal, scéna Emil Pitter)

#### Eseje
- 1940 Žně (nakl. Družstevní práce)
- 1940 Duše krajiny (příloha sborníku Hollar, s dřevoryty K. Štěcha)
- 1941 Pouť krajem, Sborník graf. umění Hollar